# Steel Panther
Steel Panther – amerykańska grupa muzyczna, wykonująca szeroko rozumiany heavy metal oraz rock. Pochodzi z Los Angeles i została założona w 2000 roku.
Zespół wyróżnia się humorystycznymi tekstami oraz wizerunkiem nawiązującym do zespołów glam metalowych z lat 80. Zespół występował pod nazwą Metal Skool, a następnie Metal Shop wydając debiutancki album Hole Patrol, a w kwietniu 2008 roku postanowił zmienić nazwę na Steel Panther. Pierwszym albumem pod nową nazwą był Feel the Steel, promował go teledysk do utworu Fat Girl.

## Życiorys

### Metal Skool
Kwartet zaczął zdobywać popularność w Sunset Strip na początku 2000 roku pod nazwą Metal Shop (wkrótce nazwa zespołu zmieniona na Metal Skool, a następnie w Steel Panther). Grupę muzyczną tworzyli: wokalista Ralph Saenz („Michael Starr”), perkusista Darren Leader („Stix Zadinia”), basista Travis Haley („Lexxi Foxxx”) i gitarzysta Russ Parrish („Satchel”). Zespół zaczynał grając cotygodniowe poniedziałkowe koncerty w Viper Room, parodiując metalowe hity lat osiemdziesiątych. Pomimo występowania pod różnymi nazwami, kapeli udało się osiągnąć sukces. W 2003 Steel Panther wypuścili swój debiut Patrol Hole. Zespół pojawił się w reklamie Discover Card jako Danger Kitty oraz w sitcomie Drew Carey Show jako oni sami. Również w 2003 roku ich piosenka „Death to All But Metal” została uwzględniona w kompilacji o nazwie „Hey, That's What I Call Sludge! Vol. 1” wypuszczonej przez stronę internetową Sludge Metal. Ich cover utworu „Fantasy” autorstwa Aldo Novy został wykorzystany do otwarcia tematu muzycznego programu MTV Roba Dyrdeka Fantasy Factory.

### Steel Panther
W kwietniu 2008 zespół zmienił nazwę z Metal Skool na Steel Panther, debiutując w klubie The Rockin' Saddle Club w Redlands. W wywiadzie Michael Starr, stwierdził, że nazwa zespołu nie była inspirowana przez Steel Dragon – zespół Zakka Wylda i Marka Wahlberga z filmu Rock Star. W maju 2008 grupa podpisała kontrakt z Republic Records.
Pierwszy singiel, zremasterowana wersja „Death to All but Metal”, pojawił się na iTunes 27 stycznia 2009, podczas gdy album Feel the Steel wyprodukowany przez Jaya Rustona pojawił się w czerwcu tego samego roku. 6 grudnia, 2011, Steel Panther ogłosili ich drugą trasę koncertową po Wielkiej Brytanii promującą ich najnowszą płytę Balls Out. Bilety do sprzedaży weszły 3 dni później i rozeszły się w niecały miesiąc. To skłoniło ich do rozpoczęcia następnej trasy w listopadzie 2012.
Steel Panther grali na scenie głównej festiwalu Download Festival w czerwcu 2012, podczas show towarzyszył im Corey Taylor, wokalista zespołu Slipknot w piosence „Death to All But Metal”. Tego dnia grali przed widownią liczącą 100 000 osób.
Aktualnym menadżerem zespołu jest brat Satchela, Glenn Parrish.

## Historia

### Feel The Steel(2009–2010)
Steel Panther wydali swój pierwszy ważny album, Feel the Steel 8 czerwca 2009 w Wielkiej Brytanii i 6 października 2009 w Ameryce Północnej. Feel the Steel uplasował się na pierwszym miejscu listy the Billboard Comedy chart, 123 miejscu the Billboard 200 chart. Płyta oferuje takie hity jak, Community Property czy Death To All But Metal. Na krążku występują gościnnie znane gwiazdy jak Corey Taylor, Justin Hawkins, czy M. Shadows.
Sukces płyty spowodował, że była pretendentem do nagrody Grammy w kategorii „Best Comedy Album”, jednak nie dostała nominacji.
Utwór Eyes of a Panther z albumu Feel the Steel znajduje się na ścieżce dźwiękowej gry komputerowej Skate 3.

### Balls Out(2011-…)
Nowa płyta została stworzona w podobnej stylizacji do poprzedniej, kontynuując tradycje Heavy metalu lat 80. Balls Out wydana przez wytwórnię Universal Republic ujrzała światło dzienne 31 października 2011 w Wielkiej Brytanii i 1 listopada 2011 w Ameryce Północnej. Balls Out zadebiutowała jak nr 1 w Brytyjskim notowaniu iTunes Rock chart wyprzedzając album TH1RT3EN grupy Megadeth oraz Lulu zespołu Metallica. Balls Out zajęło 4 pozycję na amerykańskiej liście iTunes Rock chart. W Stanach zjednoczonych album sprzedał się w ilości 12,000 kopii w pierwszym tygodniu sprzedaży.
Steel Panther wypuścili swoje pierwsze DVD koncertowe British Invasion we wrześniu 2012 w Australii. następnie na świecie 22 października 2012. DVD zostało sfilmowane w Brixton Academy w Londynie i zawiera 2 godziny koncertu. Aktualnie jest to najlepiej sprzedające się koncertowe DVD w Australii.

## Trasy koncertowe

### UK Arena tour /Def Leppard & Mötley Crüe
Dzięki wzrastającej popularności, Steel Panther zostali zaproszeni przez Def Leppard do towarzyszenia im razem z Mötley Crüe jako Goście Specjalni na Mirrorball Tour w grudniu 2011.

### The Forum /Guns N' Roses
Dokładnie tydzień po zakończeniu UK arena tour w Londynie z Def Leppard i Mötley Crüe, Steel Panther otwierali swoim występem The Forum grając przed Guns N’ Roses 21 grudnia 2011.

### Soundwave/Revolution
11 maja 2011 Steel Panther ogłosili, że będą występować na scenie głównej festiwalu Soundwave Revolution (obok Van Halen), jednak wydarzenie zostało odwołane z powodu zbyt małej sprzedaży biletowej. W rzeczywistości perkusista Stix Zadinia był odpowiedzialny za opublikowanie na swoim koncie na Twitterze wpisu: „Soundwave resolution odwołany. Jestem zdruzgotany” na miesiąc przed wydarzeniem. Wiadomość zszokowała fanów i wywołała olbrzymią debatę. W końcu kapela została oskarżona o zniszczenie festiwalu.

### European Tour 2012
Trasa została zwieńczona olbrzymim sukcesem. Większość koncertów zagrali w Niemczech

## Dyskografia

### Albumy studyjne
| 2009                           | Feel the Steel - Data: 6 października 2009 - Wydawca: Universal Music | 98 | 38  | 52 | —  | —  | —  | —   | —  | —  | —  |
| 2011                           | Balls Out - Data: 31 października 2011 - Wydawca: Universal Music     | 40 | 85  | 37 | 50 | —  | —  | —   | —  | —  | —  |
| 2014                           | All You Can Eat - Data: 1 kwietnia 2014 - Wydawca: Universal Music    | 24 | 102 | 12 | 2  | 34 | 15 | 116 | 13 | 37 | 65 |
| „–” pozycja nie była notowana. |                                                                       |    |     |    |    |    |    |     |    |    |    |

### DVD
| 2012 | British Invasion - Data: 22 października 2012 - Wydawca: Guitar Anarchy | 3 | 97 | 3 |

### Single
| Tytuł                                          | Rok  | Pozycja na liście | Pozycja na liście | Pozycja na liście | Pozycja na liście | Album           |
| Tytuł                                          | Rok  | USA Com.          | USA Heri. Rock    | UK                | UK Rock           | Album           |
| ---------------------------------------------- | ---- | ----------------- | ----------------- | ----------------- | ----------------- | --------------- |
| „Death to All but Metal”                       | 2008 | —                 | —                 | —                 | —                 | Feel the Steel  |
| „Community Property”                           | 2009 | —                 | 30                | —                 | —                 | Feel the Steel  |
| „Eyes of a Panther”                            | 2009 | —                 | —                 | —                 | —                 | Feel the Steel  |
| „Don't Stop Believin'”                         | 2009 | —                 | —                 | —                 | —                 | —               |
| „Sexy Santa”                                   | 2009 | —                 | —                 | —                 | —                 | —               |
| „Fantasy”                                      | 2009 | —                 | —                 | —                 | —                 | —               |
| „I Want It That Way”                           | 2010 | —                 | —                 | 200               | —                 | —               |
| „If You Really, Really Love Me”                | 2011 | —                 | —                 | —                 | —                 | Balls Out       |
| „17 Girls in a Row                             | 2011 | 7                 | —                 | —                 | —                 | Balls Out       |
| „Party Like Tomorrow Is the End of the World"” | 2013 | 1                 | —                 | —                 | 25                | All You Can Eat |
| „The Burden of Being Wonderful”                | 2014 | 8                 | —                 | —                 | —                 | All You Can Eat |
| „Gloryhole”                                    | 2014 | —                 | —                 | —                 | 4                 | All You Can Eat |
| „–” pozycja nie była notowana.                 |      |                   |                   |                   |                   |                 |

#### Inne notowane utwory
| Tytuł                                  | Rok  | Pozycja na liście | Album |                 |
| Tytuł                                  | Rok  | US Com.           | Album | UK Rock         |
| -------------------------------------- | ---- | ----------------- | ----- | --------------- |
| „Weenie Ride”                          | 2011 | 8                 | —     | Balls Out       |
| „You're Beautiful When You Don't Talk” | 2014 | —                 | 6     | All You Can Eat |
| „If I Was the King”                    | 2014 | —                 | 5     | All You Can Eat |
| „–” pozycja nie była notowana.         |      |                   |       |                 |

## Teledyski
- 2005 Fat Girl (Thar She Blows)
- 2009 Fat Girl (Thar She Blows)
- 2009 Death to All but Metal
- 2009 Community Property
- 2011 If You Really Really Love Me
- 2013 Party Like Tomorrow Is The End Of The World
- 2014 The Burden of Being Wonderful
- 2014 Gloryhole

## Nagrody i wyróżnienia
| Rok  | Kategoria                      | Tytułem                                       | Nagroda                         | Nota      | Źródło |
| ---- | ------------------------------ | --------------------------------------------- | ------------------------------- | --------- | ------ |
| 2010 | Breakthrough Artist            | Steel Panther                                 | Metal Hammer Golden Gods Awards | Nominacja | [ 28 ] |
| 2010 | Dimebag Darrell Shredder Award | Satchel                                       | Metal Hammer Golden Gods Awards | Nominacja | [ 28 ] |
| 2012 | Dimebag Darrell Shredder Award | Satchel                                       | Metal Hammer Golden Gods Awards | Nominacja | [ 29 ] |
| 2014 | Video Of The Year              | „Party Like Tomorrow Is The End Of The World” | Metal Hammer Golden Gods Awards | Laur      | [ 30 ] |
| 2016 | Best Live Band                 | Steel Panther                                 | Metal Hammer Awards             | Laur      | [ 31 ] |